# 바나나라마
바나나라마(Bananarama)는 잉글랜드의 댄스 팝 걸 그룹이다.

## 멤버
| 현재 멤버 - 케런 우드워드 (1980년-현재) - 세라 댈린 (1980-현재) | 과거 멤버 - 재키 오설리번 (1980–1988년, 2017-2018년) - 시본 파히 (1988-1991년) |

타임라인

## 같이 보기
- 걸 그룹